# Galtara colettae
Galtara colettae är en fjärilsart som beskrevs av De Toulgoët 1976. Galtara colettae ingår i släktet Galtara och familjen björnspinnare. Inga underarter finns listade i Catalogue of Life.